# Teaonui Tehau
Teaonui Raymond Tehau (* 1. September 1992 in Faa’a auf Tahiti) ist ein tahitischer Fußballspieler, der auf der Position des Stürmers spielt. Seit 2019 ist er außerdem im Beachsoccer aktiv.

## Karriere

### Vereinskarriere
Teaonui Tehau begann 2009 seine Profikarriere als Fußballer beim tahitischen Erstligisten AS Vénus. Im April 2013 wechselte Tehau, um an der OFC Champions League teilnehmen zu können, zunächst auf Leihbasis für zwei Monate zu AS Dragon. Für die Folgesaison wurde er fest von AS Dragon verpflichtet. 2014 wurde Tehau erstmals Torschützenkönig der Tahiti Ligue 1. Nachdem im Juli 2014 Tehaus Vertrag ausgelaufen war, wechselte er zunächst zurück zu AS Vénus, im späteren Saisonverlauf jedoch ein weiteres Mal, diesmal leihweise zu AS Pirae, wo er erneut an der OFC Champions League teilnehmen konnte. Am Saisonende kehrte er zu AS Vénus zurück, wo er 2017, 2018, 2019, 2021 und 2022 jeweils Torschützenkönig der Tahiti Ligue 1 wurde. Neben drei nationalen Pokalsiegen erreichte er als Mannschaftskapitän mit seinem Team auch das Endspiel der OFC Champions League 2022.
Anfang 2020 wurde Tehau ein Probetraining beim niederländischen Drittligisten Kozakken Boys angeboten. Letztlich entschied sich Tehau jedoch, das Angebot nicht anzunehmen und blieb stattdessen in Tahiti.

### Nationalmannschaft
Tehau gab 2009 sein internationales Debüt für die tahitische U-20-Auswahl im Rahmen der U-20-Weltmeisterschaft 2009 in Ägypten im Spiel gegen Spanien, das Tahiti mit 0:8 verlor. Daraufhin schied die Mannschaft nach zwei weiteren Niederlagen am Ende der Vorrunde mit 0:21 Toren aus.
Seit 2011 spielt Tehau für die tahitische Nationalmannschaft. Zu seinen ersten internationalen Spielen zählte die Partie gegen Spanien im Rahmen des Konföderationen-Pokal 2013 in Brasilien, die 0:10 verloren wurde. Weitere Einsätze hatte er im Rahmen der Qualifikation zur Weltmeisterschaft 2014 in Brasilien, wobei er zwei Tore in elf Spielen schoss. Bei der Fußball-Ozeanienmeisterschaft 2016 in Papua-Neuguinea schoss er mit vier Toren die meisten Tore für seine Mannschaft.
Am 13. November 2016 gegen die Salomonen führte er sein Team erstmals als Mannschaftskapitän aufs Feld, seit Juli 2019 nimmt er diese Rolle dauerhaft ein. Mit 25 Treffern ist er zudem Rekordtorschütze seines Landes.

## Erfolge, Titel und Auszeichnungen

### Nationalmannschaft
- Ozeanienmeister: 2012
- Teilnehmer am FIFA-Konföderationen-Pokal: 2013

### Verein
- OFC Champions League: Finalist 2022
- Tahitischer Meister (2): 2013, 2019
- Tahitischer Pokalsieger (5): 2013, 2015, 2019, 2021, 2022
- Tahitischer U-20-Pokalsieger (1): 2012[5]

### Torschützenkönig
- Tahiti Ligue 1 (6): 2014, 2017, 2018, 2019, 2021, 2022
- Coupe de Polynésie (4): 2019, 2020, 2021, 2022
- OFC Champions League (1): 2022

## Beach Soccer
2019 nahm Tehau an der Beachsoccer-Ozeanienmeisterschaft teil und gewann dort mit der tahitischen Mannschaft den Titel. Dabei erzielt er drei Treffer. Damit qualifizierte sich Tahiti zum insgesamt vierten Mal für die Beachsoccer-Weltmeisterschaft, bei der Tehau jedoch 2019 nicht im Kader stand.
An der Beachsoccer-Weltmeisterschaft 2021 nahm Tehau dann allerdings auch selbst teil und erzielte in der Gruppenphase drei Treffer, davon zwei beim 12:8 gegen Spanien sowie einen weiteren beim 8:7 gegen Mosambik. Im Viertelfinale agierte er jedoch weniger glücklich und leitete er mit dem Eigentor zum 0:1 die Niederlage gegen Japan (Aus nach Neunmeterschießen) ein.
2021 nahm er ein weiteres Mal an der Beachsoccer-Ozeanienmeisterschaft teil. Tahiti konnte durch ein 7:0 gegen die Salomon-Inseln seinen Titel verteidigen. Tehau erzielte im Turnierverlauf in vier Spielen sechs Treffer.

## Privates
Tehau ist der Cousin von Jonathan Tehau sowie der Zwillinge Alvin und Lorenzo Tehau, die ebenfalls für die tahitische Nationalmannschaft spielen. Seit 2022 spielt auch sein jüngerer Bruder Roonui im Nationalteam.

## Statistik
| Verein    | Saison  | Liga   | Liga | Pokal  | Pokal | Supercup | Supercup | franz. Pokal | franz. Pokal | OFC CL | OFC CL | Gesamt | Gesamt | Anmerkung                                              |
| Verein    | Saison  | Spiele | Tore | Spiele | Tore  | Spiele   | Tore     | Spiele       | Tore         | Spiele | Tore   | Spiele | Tore   | Anmerkung                                              |
| --------- | ------- | ------ | ---- | ------ | ----- | -------- | -------- | ------------ | ------------ | ------ | ------ | ------ | ------ | ------------------------------------------------------ |
| AS Vénus  | 2009/10 | ?      | ?    | ?      | ?     | 0        | 0        | 0            | 0            | 0      | 0      | ?      | ?      |                                                        |
| AS Vénus  | 2010/11 | ?      | ?    | ?      | ?     | 0        | 0        | 0            | 0            | 0      | 0      | ?      | ?      |                                                        |
| AS Vénus  | 2011/12 | 4+     | 5+   | ?      | ?     | 0        | 0        | 0            | 0            | 0      | 0      | 4+     | 5+     |                                                        |
| AS Vénus  | 2012/13 | ?      | ?    | ?      | ?     | 0        | 0        | 0            | 0            | 0      | 0      | ?      | ?      | Bis Ende März, anschließend verliehen.                 |
| AS Vénus  | Gesamt  | 4+     | 5+   | ?      | ?     | 0        | 0        | 0            | 0            | 0      | 0      | 4+     | 5+     |                                                        |
| AS Dragon | 2012/13 | ?      | ?    | ?      | ?     | 0        | 0        | 0            | 0            | 3      | 2      | 3+     | 2+     | Auf Leihbasis (April bis Saisonende).                  |
| AS Dragon | 2013/14 | ?      | 25   | ?      | ?     | 0        | 0        | 0            | 0            | 3      | 1      | 4+     | 26+    | Bester Torschütze der Liga.                            |
| AS Dragon | Gesamt  | 18     | 25+  | ?      | ?     | 0        | 0        | 0            | 0            | 6      | 3      | 25+    | 28+    |                                                        |
| AS Pirae  | 2014/15 | ?      | ?    | ?      | ?     | 0        | 0        | 0            | 0            | 3      | 1      | 3+     | 1+     | Auf Leihbasis (April bis Saisonende).                  |
| AS Pirae  | Gesamt  | ?      | ?    | ?      | ?     | 0        | 0        | 0            | 0            | 3      | 1      | 3+     | 1+     |                                                        |
| AS Vénus  | 2014/15 | 4+     | 8+   | ?      | ?     | 0        | 0        | 0            | 0            | 0      | 0      | 4+     | 8+     | Bis Ende März, anschließend verliehen.                 |
| AS Vénus  | 2015/16 | 1+     | 2+   | ?      | ?     | 0        | 0        | 0            | 0            | 0      | 0      | 1+     | 2+     | [ 12 ]                                                 |
| AS Vénus  | 2016/17 | 8+     | 42   | ?      | ?     | 0        | 0        | 0            | 0            | 0      | 0      | 8+     | 40+    | Bester Torschütze der Liga.                            |
| AS Vénus  | 2017/18 | 27     | 53   | ?      | ?     | 0        | 0        | 0            | 0            | 3      | 2      | 30+    | 55+    | Bester Torschütze der Liga. Neuer Torrekord.           |
| AS Vénus  | 2018/19 | 27     | 42   | 4      | 11    | 0        | 0        | 0            | 0            | 0      | 0      | 31     | 46     | Bester Torschütze in Liga und Pokal.                   |
| AS Vénus  | 2019/20 | 14     | 20   | 2      | 8     | 0        | 0        | 1            | 0            | 3      | 4      | 20     | 32     | Bester Torschütze im Pokal. Saison vorzeitig beendet.  |
| AS Vénus  | 2020/21 | 12     | 27   | 5      | 7     | 1        | 2        | 0            | 0            | 0      | 0      | 18     | 36     | Bester Torschütze in Liga und Pokal. Verkürzte Saison. |
| AS Vénus  | 2021/22 | 22     | 42   | 5      | 10    | 1        | 0        | 1            | 0            | 5      | 4      | 34     | 56     | Bester Torschütze in Liga, Pokal und OFC CL.           |
| AS Vénus  | 2022/23 | 11     | 27   | 4      | 4     | 0        | 0        | 1            | 0            | 0      | 0      | 16     | 31     | Verkürzte Saison.                                      |
| AS Vénus  | 2023/24 | 11     | 18   | 0      | 0     | 0        | 0        | 0            | 0            | 0      | 0      | 11     | 18     | Verkürzte Saison.                                      |
| AS Vénus  | 2024/25 | 4      | 3    | 0      | 0     | 0        | 0        | 0            | 0            | 0      | 0      | 4      | 3      | Stand nach dem vierten Spieltag.                       |
| AS Vénus  | Gesamt  | 141+   | 279+ | 20+    | 40+   | 2        | 2        | 3            | 0            | 11     | 10     | 177+   | 330+   |                                                        |
| Gesamt    | Gesamt  | 167+   | 313+ | 20+    | 40+   | 2        | 2        | 3            | 0            | 20     | 14     | 216+   | 369+   |                                                        |